# Mokrice Miholečke
Mokrice Miholečke falu Horvátországban Kapronca-Kőrös megyében. Közigazgatásilag  Sveti Petar Orehovechez tartozik.

## Fekvése
Kőröstől 14 km-re északnyugatra, községközpontjától 7 km-re délnyugatra fekszik.

## Története
A falunak 1857-ben 145,  1910-ben 370 lakosa volt. Trianonig Belovár-Kőrös vármegye Körösi járásához tartozott. 2001-ben 151 lakosa volt.